# Desulo
Desulo (sardinski: Dèsulu) je grad i općina (comune) u pokrajini Nuoru u regiji Sardiniji, Italija. Nalazi se na nadmorskoj visini od 888 metara i ima 2 350 stanovnika.
 Prostire se na 74,50 km². Gustoća naseljenosti je 32 st/km².
Susjedne općine su: Aritzo, Arzana, Belvì, Fonni, Ovodda, Tiana, Tonara i Villagrande Strisaili.